# Yoshinobu Akao
Yoshinobu Akao (jap. 赤尾 佳宣, Akao Yoshinobu; * 3. Oktober 1975 in der Präfektur Yamanashi) ist ein ehemaliger japanischer Fußballspieler.

## Karriere
Akao erlernte das Fußballspielen in der Schulmannschaft der Teikyo Daisan High School und der Universitätsmannschaft der Asia-Universität. Seinen ersten Vertrag unterschrieb er 1998 bei den Ventforet Kofu. Der Verein spielte in der zweithöchsten Liga des Landes, der Japan Football League. Ende 2000 beendete er seine Karriere als Fußballspieler.